# Frans Sammut

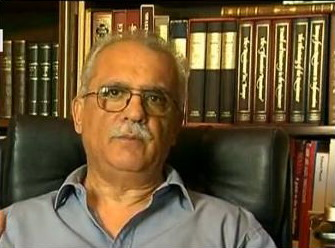
Frans Sammut

Frans Sammut (19. listopadu 1945 Żebbuġ – 4. května 2011) byl maltský spisovatel a esejista.

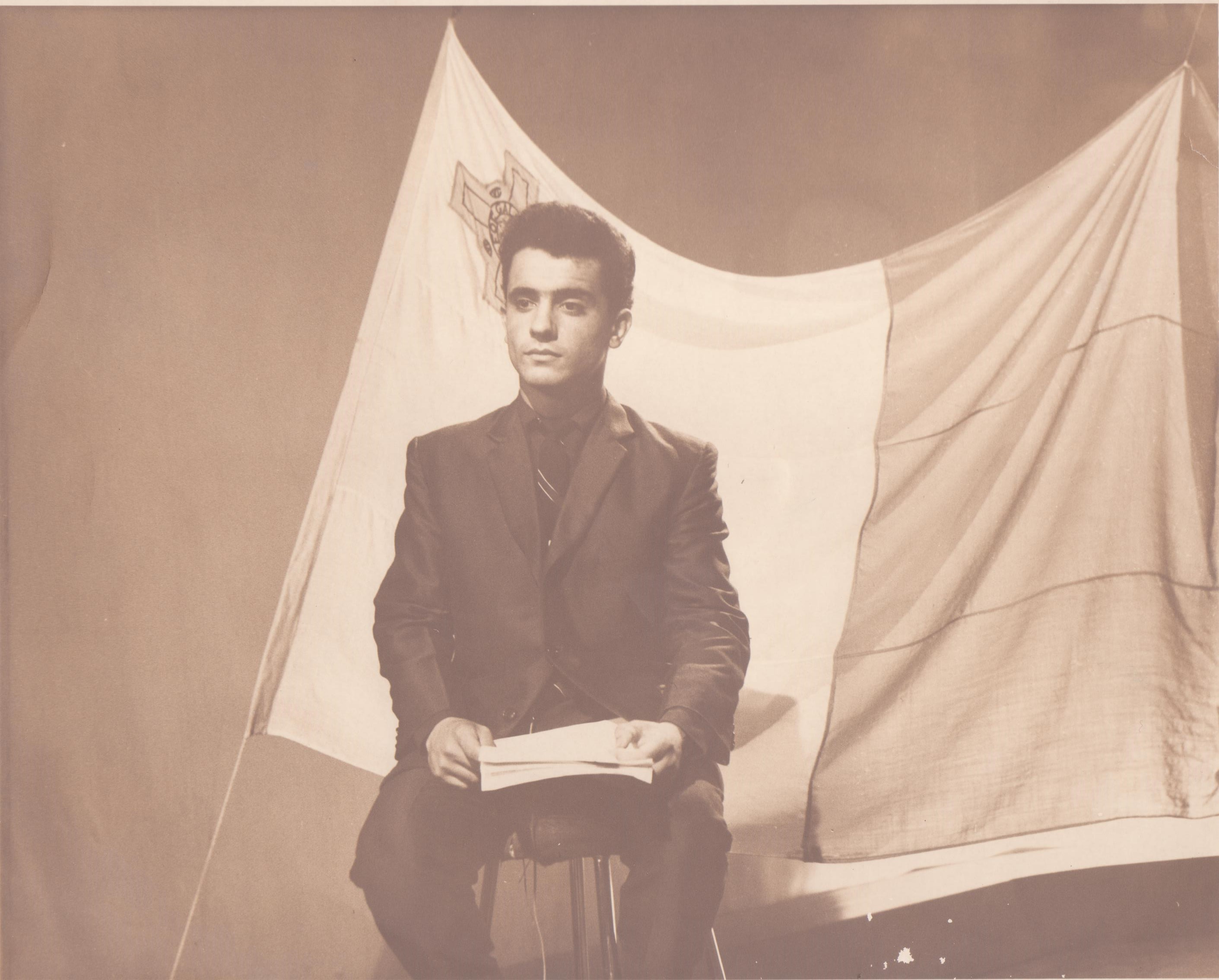
Frans Sammut a maltská vlajka na přelomu 60. a 70. let 20. století

## Život
Navštěvoval základní školu v rodném městě Zebbug, později nastoupil pedagogickou střední školu St. Aloysius 'College, St Michael's Teacher Training College, ve studiu pokračoval na Maltské univerzitě, kde získal diplom z teologie) a své vzdělání zakončil na univerzitě v Perugii.
První uznání získal ve druhé polovině 60. let 20. století, kdy se stal spoluzakladatelem Hnutí literární obrody (Moviment Qawmien Letterarju). Později se stal tajemníkem Maltské jazykové akademie (Akkademja tal-Malti). V roce 2010 byl zvolen za člena Mezinárodního napoleonského sdružení. Svou kariéru ukončil ve školství jako ředitel, přesto v letech 1996-1998 ještě působil jako kulturní poradce maltského předsedy vlády. Byl ženatý s Catherine Cachiovou, se kterou měl dva syny - Marka a Jean-Pierra.

## Literární tvorba
Vydal několik děl, mezi jinými i úspěšné romány Il-Gaġġa (Klec), podle kterého byl natočen film Gaġġa z roku 1971 režiséra Maria Philipa Azzopardiho, román Samuraj, za který Sammut získal Rothmansovu literární cenu; romány Paceville, který získal literární vyznamenání vlády; a Il-Holme Maltija (Maltský sen), o kterém literární kritik Norbert Ellul Vincenti napsal, že "v maltské literatuře nemá obdoby." Bývalý předseda vlády a dramatik Alfred Sant dílo Maltský sen považoval za jeho mistrovské dílo, a britská autorka a básnířka Marjorie Boultonová ho nazvala kolosálním dílem.
Vydal také sbírky povídek: Labirint (Labyrint), Newby (Roční období), a Ħrejjef Żminijietna (Pověsti našich časů).

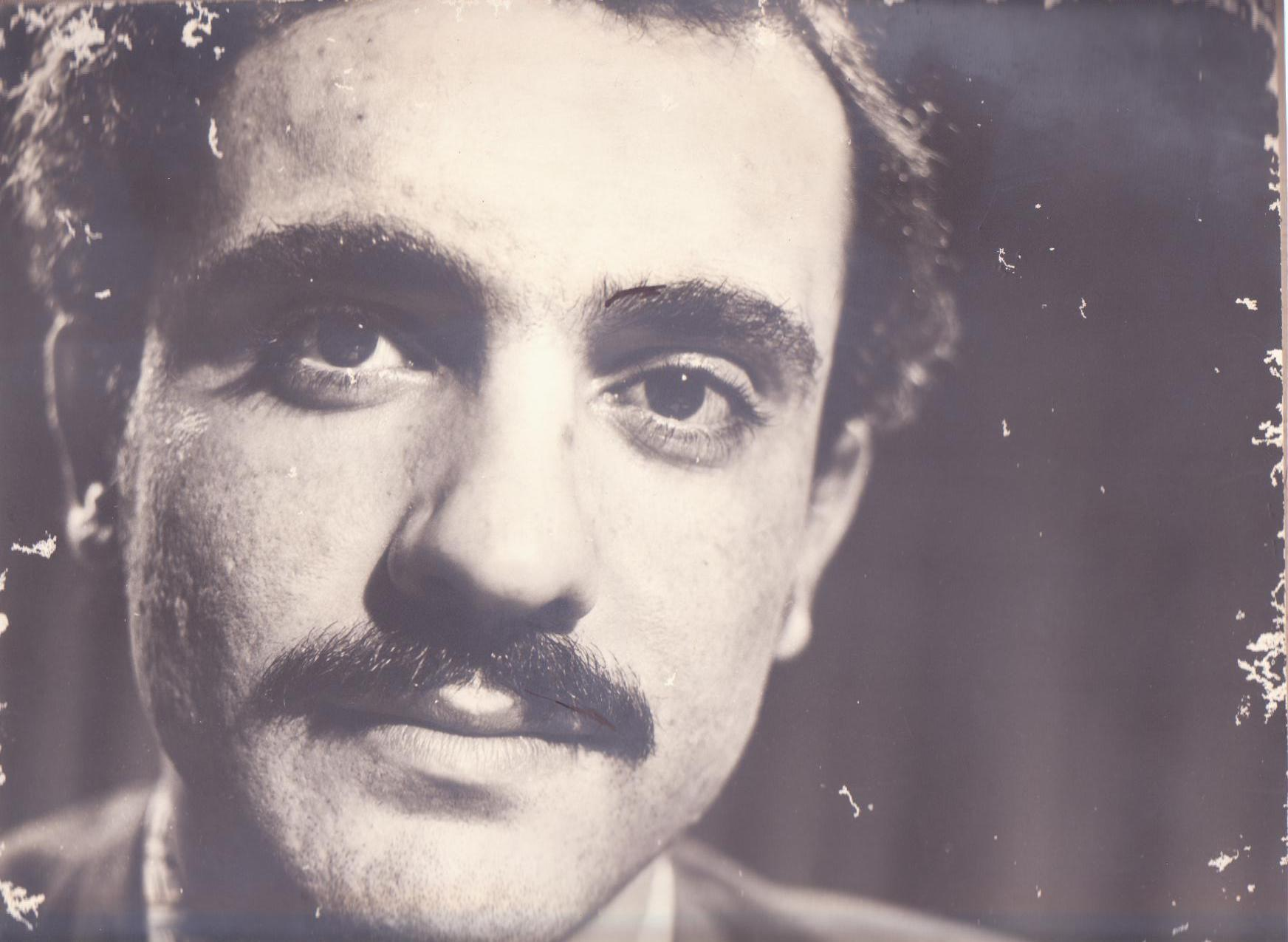
Frans Sammut, 1970

Výběr z jeho literatury faktu je Ir-Rivoluzzjoni Franċiża: il-Ġrajja u t-Tifsira  (Francouzská revoluce: Její historie a význam), Bonaparte f'Malta (Bonaparte na Maltě), jehož francouzský překlad, Bonaparte à Malta, byl vydán v roce 2008, a On The Da Vinci Code (O díle Da Vinciho kód) (2006), dvojjazyčný (anglický a maltský) výklad mezinárodního bestselleru. Kromě toho byl editorem lexikonu (Lexicon) Mikiela Antona Vassalliho. Vassalli († 1829) je považován za otce maltského jazyka. V roce 2006 byl vydán jeho překlad Vassaliho díla Motti, Aforismi e Proverbii Maltesi pod názvem Għajdun il-Għaqal, Kliem il-Għerf u Qwiel Maltin (Maltské poučení, aforismy a přísloví). Jeho překlad díla Il-Holme Maltija do esperanta (La malta Revo) představoval Maltu ve sbírce klasických literárních děl, kterou v roce 2007 publikovalo newyorské vydavatelství Mondial Books. V roce 2008 byl jeho román Il-Gaġġa vydán popáté. V následujícím roce představil revoluční reinterpretaci básně Pietro Caxara "Xidew il-qada" (známou také jako "Il-Kantilena"), což je nejstarší dokument v maltštině.
Překládal také významné divadelní hry: Racinovu Faidru (1978) a hru Maxima Gorkého Na dně (The Lower Depths). Obě hry byly uvedeny v divadle Manoel v režii básníka Maria Azzopardiho. Bývalý rektor Maltské univerzity, profesor filozofie a přední maltský intelektuál Peter Serracino Inglott řekl:
Sammutovo výjimečné nadání spočívá v jeho voltairovské schopnosti nasadit historické postavě jakousi karnevalovou masku a přistupovat k ní s přehnanou ironií. Čtenář tak může pozorovat i skrytou tvář postav, na které se většinou díváme s absolutní vážností. Jako komplic se usmívá nad jejich pochybnostmi, omyly a výmluvami. Zachytit stylistický posun od historického vyprávění k fikci je asi nejtěžším úkolem pro každého Sammutova překladatele.
Peter Serracino Inglott, Times of Malta

## Poslední slova
Známými se stala i jeho poslední slova: S mou ženou jsme měli jet do Jeruzaléma, ale, jak se zdá, plány se změnily. Odcházím do Jeruzaléma nebeského.

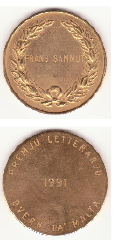
Literární cena vlády Malty, kterou Frans Sammut získal v roce 1991 za román Paceville

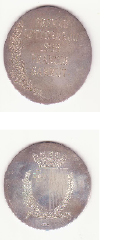
Literární cena vlády Malty udělená Fransu Sammutovi v roce 1995 za dílo Il-maolma Maltija